# Huaning Lu
Huaning Lu (chiń. 华宁路站) – stacja metra w Szanghaju, na linii 5. Znajduje się pomiędzy stacjami Jinping Lu i Wenjing Lu. Została otwarta 25 listopada 2003.